# Samarai
Samarai est une île de 0,24 km2 située en mer des Salomon, au sud-est de la Papouasie-Nouvelle-Guinée. Elle dépend de la province de Milne Bay qui fut anciennement un centre administratif régional.
L'île fut historiquement une escale et un centre d'échanges important entre l'Australie et l'Asie de l'Est. Une ville fut établie sur l'île et à son apogée devint la seconde ville du Territoire de Papouasie derrière Port Moresby.
Au XXIe siècle, peu de restes rappellent la localité qu'abritait l'île, celle-ci ayant été détruite durant la Seconde Guerre mondiale. Samarai a été déclarée National Historical Heritage Island par le gouvernement de Papouasie-Nouvelle-Guinée en 2006.

## Histoire

### Colonisation
Samarai fut découverte par le capitaine John Moresby en 1873. Il la nomma originellement Dinner Island après y avoir mangé son repas. Cinq ans plus tard, le révérend MacFarlane de la London Missionary Society établit une mission sur l'île. Un officier britannique fut posté sur l'île après l'établissement du protectorat du Territoire de Papouasie en 1888.
En 1884, un commerçant aidé de soixante papous établit une échoppe sur le front de mer pour les bateaux de passage. Les premières années, un marécage infesté par la malaria causa de graves problèmes de santé qui perdurèrent jusqu'en 1896, date à laquelle il fut comblé.

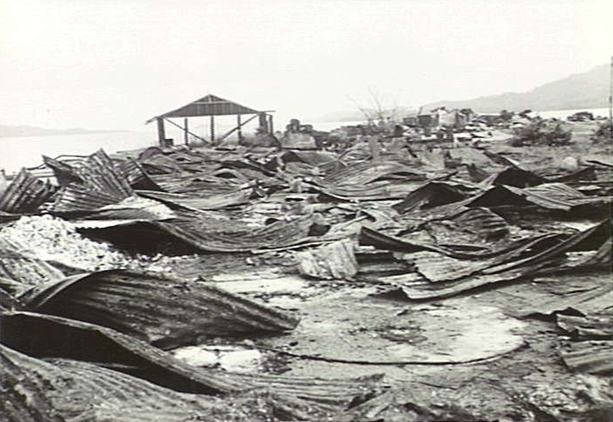
Des édifices détruits en 1942

Au début du XXe siècle, Samarai était devenue une ville portuaire active et cosmopolite, ainsi qu'un centre administratif.Ainsi en 1902 la valeur des bien exportés depuis l'île était trois fois supérieure à celle des biens exportés depuis Port Moresby En 1907 on comptait trois pubs, une église, un rectorat, le siège d'un êvéché, trois boutiques, des édifices gouvernementaux et un hôpital. Un réseau électrique fut installé en 1927 incluant un éclairage public.

### Déclin et Seconde Guerre mondiale
À partir des années 1920, l'importance de Samarai se réduisit et dans les années 1940 70 % des biens étaient importés depuis Port Moresby. Bien que l'île soit restée une place importante pour le commerce du coprah.
À la suite de l'offensive japonaise dans le Pacifique le gouvernement Australien décida de faire évacuer l'île en janvier 1942 puis au cours de cette même année fit détruire la ville afin que les infrastructures ne tombent pas aux mains des japonais. En juillet 1943 un détachement de la US Navy, les Seabee établit une petite base pour hydravions sur l'île. En dépit du manque de matériaux la base incluant un parking pour avions et un hangar fut construite en 42 jours.
Bien qu'une bourgade ait été reconstruite sur le site après la guerre, l'île ne retrouva pas son influence antérieure et en 1968 le siège de la province de Milne Bay fut déménagé à Alotau. De nos jours, l'île reste isolée et peu de traces du passé subsistent. En 2006, le premier ministre de Papouasie, Michael Somare a classé l'île comme étant un National Historical Heritage Island et a appelé de ses vœux la réinstallation des services de base, la restauration des monuments afin d'en faire une destination touristique.